# Lars Rudolfsson
Lars Martin Rudolfsson, född 18 september 1951 i Kungsholms församling, Stockholm, är en svensk skådespelare, regissör och musiker (dragspel). 
Rudolfsson utbildades till mimare vid Danshögskolan. Han ledde Orionteatern åren 1983–1993. År 1991 gjorde han en omtalad iscensättning av Carl Orffs körverk  Carmina Burana i Hammarbyhamnen i Stockholm. Han engagerades 1993 som chef för Malmö musikteater, där han skapade föreställningar som Kristina från Duvemåla och Spelman på taket. År 2002 översatte han Chess som han även satte upp och regisserade på Cirkus i Stockholm. Han är en av medlemmarna i Benny Anderssons Orkester.

## Priser och utmärkelser
- 1988 – Svenska Dagbladets Thaliapris
- 1990 – Svenska teaterkritikers förenings Teaterpris
- 1999 – Guldmasken för "Bästa regi" (Kristina från Duvemåla)
- 2004 – Litteris et Artibus
- 2012 – Magnoliapriset
- 2013 – Expressens teaterpris

## Filmografi
- 1990 – Solmomentet

## Teater

### Regi
| År   | Produktion                                | Upphovsmän                                                                                 | Teater                 |
| ---- | ----------------------------------------- | ------------------------------------------------------------------------------------------ | ---------------------- |
| 1983 | Skrattmänniskan L'Homme qui rit           | Victor Hugo                                                                                | Orionteatern           |
| 1986 | Råttoperan                                | Inger Rydén Bearbetning Birgit Hageby                                                      | Orionteatern           |
| 1988 | Kvinnornas Decamerone Zhenskij Dekameron  | Julia Voznesenskaja Textbearbetning Ingrid Kallenbäck                                      | Orionteatern           |
| 1989 | Woyzeck                                   | Georg Büchner                                                                              | Orionteatern           |
| 1991 | Carmina Burana                            | Carl Orff                                                                                  | Hammarbyhamnen         |
| 1995 | Kristina från Duvemåla                    | Benny Andersson och Björn Ulvaeus                                                          | Malmö Stadsteater      |
| 1998 | Staden                                    | Sven-David Sandström och Katarina Frostenson                                               | Kungliga Operan        |
| 1998 | Vargen kommer                             | Hans Gefors och Kerstin Perski                                                             | Malmö musikteater      |
| 2003 | Chess                                     | Benny Andersson, Björn Ulvaeus, Tim Rice Översättning Lars Rudolfsson                      | Cirkus, Stockholm      |
| 2005 | Tolvskillingsoperan Die Dreigroschen Oper | Bertolt Brecht och Kurt Weill Översättning Jan Mark                                        | Stockholms stadsteater |
| 2007 | Peer Gynt                                 | Henrik Ibsen Översättning Lars Forssell                                                    | Stockholms stadsteater |
| 2010 | Aniara                                    | Harry Martinson                                                                            | Stockholms Stadsteater |
| 2013 | Hjälp sökes                               | Benny Andersson, Björn Ulvaeus                                                             | Orionteatern           |
| 2014 | Venus                                     | Lars Rudolfsson                                                                            | Orionteatern           |
| 2014 | Xerxes Serse                              | Georg Friedrich Händel                                                                     | Artipelag              |
| 2014 | Kristina från Duvemåla                    | Benny Andersson och Björn Ulvaeus                                                          | Göteborgsoperan        |
| 2015 | Det flygandet barnet Das Fliegende Kind   | Roland Schimmelpfennig Översättning Ulf Peter Hallberg                                     | Orionteatern           |
| 2017 | Molnens bröder                            | Barbro Lindgren                                                                            | Dramaten               |
| 2019 | Hugh och Nancys många världar             | Lars Rudolfsson Fritt efter en bok av Peter Byrne                                          | Dramaten               |
| 2025 | Kvinnor och barn i mörkret                | Iryna Serebriakova, Masha Denisova, Barbro Lindgren och Eva Eriksson Översättning Jan Mark | Orionteatern           |

## Filmmanus
- 2003 – Chess

## Filmmusik
- 1990 – Tryggarekan (kortfilm)

### Fotnoter
1. ↑  Sveriges befolkning
2000:
Rudolfsson, Lars Martin
(1951-09-18)
Försäkringskassan, uttag avseende 20001231 (2014)
2. ↑  Tove Ellefsen (8 december 1986). ”'Råttoperan' haltar men idén är genialisk”. Dagens Nyheter:  s. 22. https://arkivet.dn.se/tidning/1986-12-08/333/22. Läst 7 maj 2019.
3. ↑  Betty Skawonius (29 december 1988). ”Rysk bok blir pjäs på Orionteatern: Kvinnor i fångenskap berättar om sina liv”. Dagens Nyheter:  s. 22. https://arkivet.dn.se/tidning/1988-12-29/353/22. Läst 7 maj 2019.
4. ↑  Ingegärd Waarenperä (1 oktober 1989). ”Stort upplagd spelöppning av Orionteatern: Patetiken nära i 'Woyzeck'”. Dagens Nyheter:  s. 24. http://arkivet.dn.se/arkivet/tidning/1989-10-01/266/24. Läst 23 augusti 2015.
5. ↑  ”Kvinnor och barn i mörkret”. Orionteatern. https://orionteatern.se/scen/kvinnor-och-barn-i-morkret. Läst 31 maj 2025.